# Crassimarginatella spatulifera
Crassimarginatella spatulifera är en mossdjursart som beskrevs av Harmer 1926. Crassimarginatella spatulifera ingår i släktet Crassimarginatella och familjen Calloporidae. Inga underarter finns listade i Catalogue of Life.